# Georg Meistermann
Georg Meistermann, né le 16 juin 1911 à Solingen (province de Rhénanie) et mort le 12 juin 1990 à Cologne (Allemagne), est un artiste peintre et dessinateur allemand qui était également célèbre pour ses vitraux dans toute l'Europe.

## Biographie
À partir de 1930, Meistermann étudie l'art à la Kunstakademie Düsseldorf auprès de Werner Heuser, Heinrich Nauen et Ewald Mataré, mais en 1933, les nazis condamnent ce type d'art et il ne peut poursuivre ses études. Par conséquent, il travaille comme peintre indépendant et professeur d'art à Solingen pendant quelques années.
Influencé par le cubisme tardif et Alfred Manessier, il crée des peintures abstraites mais il produit également des portraits et des peintures murales. À partir de 1937, il réalise des vitraux, plongeant des pièces privées ou publiques ainsi que des églises dans une lumière colorée d'une manière innovante, basée sur une interaction de couleur, de forme et de ligne, pour laquelle il deviendra célèbre, notamment un vitrail installé en 1957 dans le Kaiser-Friedrich-Gedächtniskirche (de) de Berlin. En 1976, il conçoit quatre fenêtres pour le Collegio Teutonico de Rome,. Un autre travail important est son nouveau design pour la basilique Saint-Géréon de Cologne (1979-1986), qu'il a appelé « mon testament religieux et le point culminant de mon travail ». The Stained Glass Association of America considère Meistermann comme « le créateur de vitraux allemand le plus polyvalent ».
Meistermann a participé aux documenta 1 (1955) et 2 (1959) à Cassel. Il est enterré au Melaten-Friedhof de Cologne.
En 1994, le musée Georg-Meistermann est inauguré à Wittlich.